# 日本認知症ケア学会
一般社団法人日本認知症ケア学会（にほんにんちしょうケアがっかい、英文名 The Japanese Society for Dementia Care）は、認知症高齢者および介護者等の生活の質を高めることを目的として2000年に設立された学会。
事務局を東京都新宿区神楽坂4-1-1オザワビル（株）ワールドプランニング内に置いている。

## 活動
- 学術集会・総会の開催、会報の発行、認知症ケア専門士・認知症ケア上級専門士等の育成など[1]

## 機関誌
- 『日本認知症ケア学会誌』　年3回
- 『認知症ケア事例ジャーナル』　年4回

## 関連学会
- 日本老年医学会
- 日本老年社会科学会
- 日本基礎老化学会
- 日本ケアマネジメント学会
- 日本老年精神医学会
- 日本高齢者虐待防止学会